# Сисцов Аполон Сергійович
Аполон Сергійович Сисцов (25 вересня 1929, місто Мелекесс, тепер місто Димитровград Ульяновської області, Росія — 8 травня 2005, місто Москва) — радянський державний діяч, міністр авіаційної промисловості СРСР. Член ЦК КПРС у 1986—1990 роках. Депутат Верховної Ради СРСР 11-го скликання.

## Життєпис
Народився в родині службовця.
У 1948—1955 роках — моторист, у 1955—1963 роках — інженер-технолог, майстер, старший майстер, начальник дільниці, заступник начальника цеху Ташкентського авіаційного заводу імені Чкалова.
Член КПРС з 1961 року.
У 1962 році закінчив без відриву від виробництва вечірнє відділення Ташкентського політехнічного інституту, інженер-механік з літакобудування.
У 1963—1969 роках — начальник цеху, у 1969—1975 роках — головний інженер Ташкентського авіаційного заводу.
У 1975—1981 роках — генеральний директор Ульяновського авіаційного промислового комплексу.
У 1981 — 1 листопада 1985 року — 1-й заступник міністра авіаційної промисловості СРСР.
1 листопада 1985 — 1 грудня 1991 року — міністр авіаційної промисловості СРСР.
З грудня 1991 року — персональний пенсіонер у Москві.
Помер 8 травня 2005 року в Москві. Похований на Троєкуровському цвинтарі.

## Нагороди і звання
- орден Леніна
- орден Жовтневої Революції
- два ордени Трудового Червоного Прапора
- медалі
- Державна премія СРСР (1973)